# Łukasz Dzięcioł
Łukasz Dzięcioł (ur. 1976 w Łodzi) – polski producent filmowy.

## Życiorys
Ukończył filmoznawstwo na Uniwersytecie Łódzkim. Absolwent Produkcji filmowej w LA Film School w Los Angeles. Syn polskiego producenta filmowego Piotra Dzięcioła. Od 2003 roku wiceprezes Opus Film.

## Filmografia wybrana (producent)
- 2005: Mistrz
- 2005: Masz na imię Justine
- 2006: Hi way
- 2006: Z odzysku
- 2009: Demakijaż (Pokój szybkich randek)
- 2009: Moja krew